# Baha ad-Din ibn Shaddad
Bahā' ad-Dīn Yusuf ibn Rafi ibn Shaddād (Arabisch: بهاء الدين ابن شداد) (Mosul, 7 maart 1145 - Aleppo, 8 november 1234) was een islamitische historicus en jurist van Koerdische afkomst die bekend is om zijn biografie over Saladin.

## Biografie
Ibn Shaddad werd geboren in Mosul en bestudeerde aldaar de Koran, de Hadith en islamitisch recht. Voordat hij verhuisde naar Baghdad werd hij mu'id en nadat hij terugkeerde van zijn hadj in 1188 werd hij benoemd door Saladin voor wie hij als jurist ging werken. Zo was hij aanwezig bij het beleg van Akko en bij de slag bij Arsoef. Hij verkreeg vervolgens enkele hoge posities aan het hof van Saladin. Na de dood van de sultan werd hij als rechter in Aleppo aangesteld waar hij in 1234 overleed.

## Werken
Ibn Shaddad is vooral bekend van zijn biografie over Saladin die voornamelijk gebaseerd is op persoonlijke observaties. Daarnaast schreef hij ook enkele juridische werken.